# Harrisville (Nueva York)
Harrisville es una villa ubicada en el condado de Lewis en el estado estadounidense de Nueva York. En el año 2000 tenía una población de 653 habitantes y una densidad poblacional de 328 personas por km².

## Geografía
Harrisville se encuentra ubicada en las coordenadas 44°9′8″N 75°19′11″O / 44.15222, -75.31972.

## Demografía
Según la Oficina del Censo en 2000 los ingresos medios por hogar en la localidad eran de $30,833, y los ingresos medios por familia eran $32,946. Los hombres tenían unos ingresos medios de $32,417 frente a los $19,545 para las mujeres. La renta per cápita para la localidad era de $15,652. Alrededor del 16% de la población estaban por debajo del umbral de pobreza.